# Redueña
Redueña ist eine Gemeinde (municipio) mit 288 Einwohnern (Stand: 2024) in der Autonomen Gemeinschaft Madrid im Zentrum Spaniens. 

## Lage und Klima
Redueña liegt etwa 60 Kilometer nördlich von Madrid in einer Höhe von ca. 815 m.

## Bevölkerungsentwicklung
| Jahr      | 1970 | 1981 | 1991 | 2001 | 2011 | 2021 |
| Einwohner | 96   | 89   | 143  | 188  | 282  | 294  |

Der Bevölkerungsschub zu Beginn des 21. Jahrhunderts ist auf den Neubau von Wohnsiedlungen zurückzuführen.

## Wirtschaft und Infrastruktur
Die Gemeinde war jahrhundertelang landwirtschaftlich orientiert; im Ort selbst ließen sich Händler, Handwerker und Dienstleister aller Art nieder.

## Sehenswürdigkeiten
- Petruskirche (Iglesia de San Pedro Ad Vincula)
- Rathaus

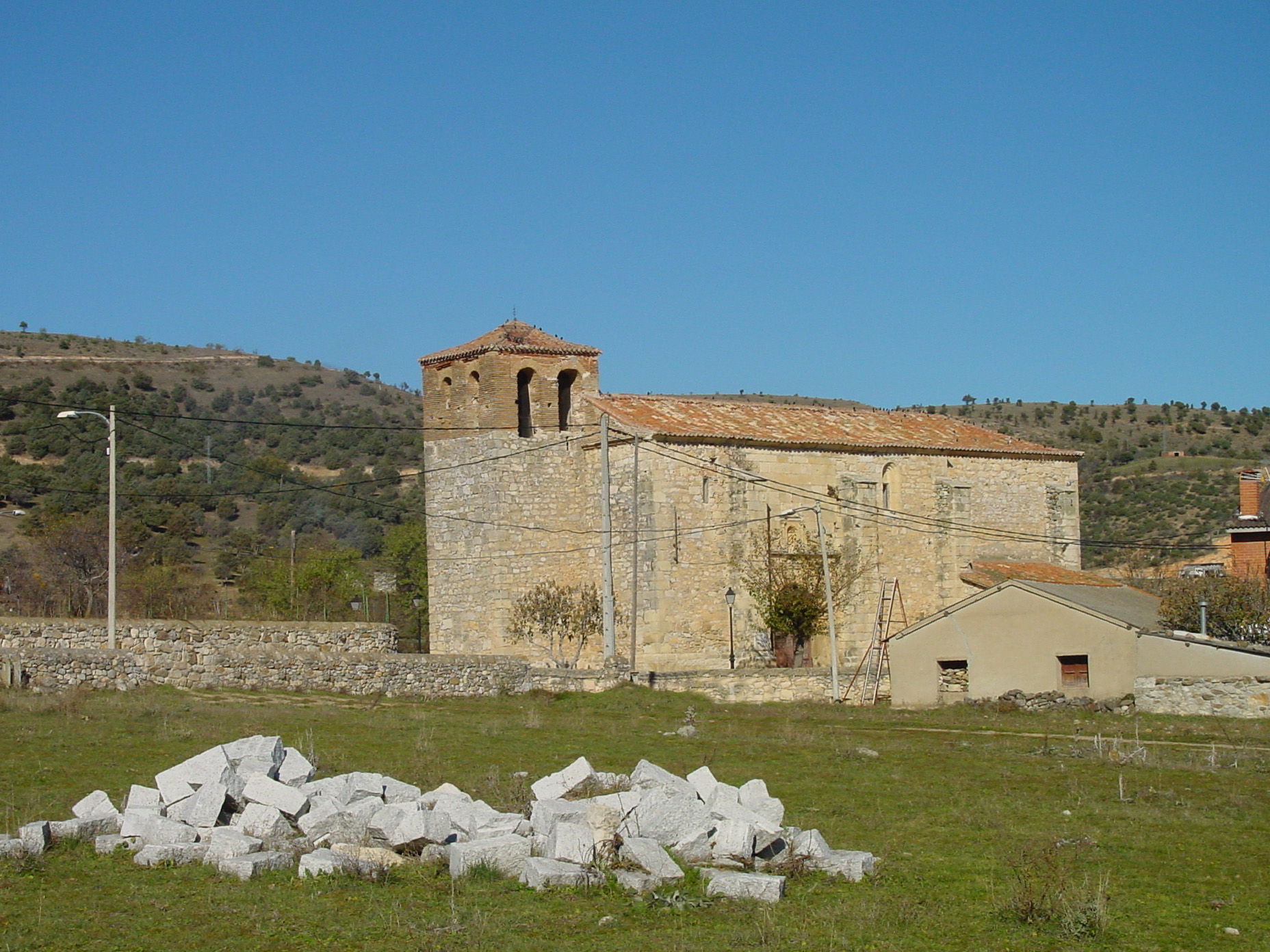
Petruskirche